# Cordioniscus andreevi
Cordioniscus andreevi är en kräftdjursart som beskrevs av Helmut Schmalfuss och Friedhelm Erhard 1998. Cordioniscus andreevi ingår i släktet Cordioniscus och familjen Styloniscidae. Inga underarter finns listade i Catalogue of Life.